# Алма (Џорџија)
Алма (Џорџија) (енгл. Alma) град је у америчкој савезној држави Џорџија. По попису становништва из 2010. у њему је живело 3.466 становника.

## Демографија
Према попису становништва из 2010. у граду је живело 3.466 становника, што је 230 (7,1%) становника више него 2000. године.
| Група             | 2000.         | 2010.         |
| Белци             | 1.817 (56,1%) | 1.725 (49,8%) |
| Афроамериканци    | 1.248 (38,6%) | 1.405 (40,5%) |
| Азијати           | 16 (0,5%)     | 25 (0,7%)     |
| Хиспаноамериканци | 143 (4,4%)    | 249 (7,2%)    |
| Укупно            | 3.236         | 3.466         |